# マドゥバニー県
マドゥバニー県は、インド北部のビハール州に属する県の一つ。県庁所在地はマドゥバニー。

## 概要
2001年の国勢調査では、面積3501平方キロメートル、人口357万0651人。
マドゥバニ画（ミティラー画）と呼ばれる伝統的なインド画が伝わる地域。